# Harvard Stadium
Harvard Stadium är en hästskoformad amerikansk fotbollsarena i stadsdelen Allston i Boston, USA. Arenan byggdes 1903 och har en publikkapacitet på 30 323.

## Historia
Till en kostnad av $310.000 byggdes arenan på bara fyra och en halv månad och byggdes primärt för Harvard universitets fotbolls- och friidrottslag. År 1970 gjorde det amerikanska NFL-laget Boston Patriots en säsong på arenan i väntan på att Foxboro Stadium skulle byggas. Basebollarenan Fenway Park, där man spelat mellan 1963 och 1968, ansågs vara för dåligt lämpad för amerikansk fotboll.
År 2007 blev MLL-laget Boston Cannons hyresgäst på arenan efter att ha lämnat Nickerson Field. Detta möjliggjordes efter att arenans underlag bytts från gräs till konstgräsunderlaget FieldTurf och att en mer kraftfull belysning installerats.
Den 11 april 2009 spelade WPS-laget Boston Breakers sin första match på Harvard Stadium.

## Plats
Trots att merparten av Harvards campus är lokaliserad i Cambridge återfinns Harvard Stadium och nästan alla övriga sportarenor i Allston. Arenan är en del av Soldiers Fields sportområde som även inkluderar en basebollarena, friidrottsanläggning, lacrosseplan, fotbollsplan, tennisplaner, basketarena och en ishockeyhall.